# 近藤英恵
近藤 英恵（こんどう はなえ、1980年9月3日 - ）は、元テレビ静岡のアナウンサー。2010年11月からショップチャンネルのキャスト（進行役）を務めている。

## 来歴
愛知県岡崎市出身。椙山女学園大学卒業。血液型A型。
大学在学中の2001年に鈴鹿8耐・F.C.C.TSRのレースクイーンを、2002年に地元岡崎市の観光大使「プリンセスおかざき」と名古屋モーターショーのイベントコンパニオンを務めた。また、ファッション雑誌『JJ』の読者モデルとしてたびたび同誌に掲載された。
2003年にテレビ静岡に入社し、同局のアナウンサーになる。
在籍中、2006年1月9日にフジテレビ系列で放送された『女子アナスペシャル』の「女子アナ常識体育運動神経No.1決定戦」に出場し、優勝を果たした。また、この年にフジテレビが製作・公開した映画『大奥』に系列局アナウンサーの1人として出演し、翌年末に公開されたディズニー映画『ルイスと未来泥棒』の日本語吹き替え版においても声優を務めている。
在籍中には『めざましテレビ』にも静岡からの中継担当で出演し、学研プラス『TV LIFE』に掲載の関連コラム『めざまし通信』も月に1回のペースで担当していた。連載コラムや自身のウェブサイトで大の宝塚ファンであることを公表している。また特技に「服飾デザイン」とあり、高校の頃にKEIKO（globe）の衣裳デザインコンテストでグランプリを獲った。実際にテレビ静岡制作番組『笑い飯のモラ王』の中で、靴やバッグのデザインを手掛けている。このバッグは商品化された。
2007年4月からは『テレしず通りパロパロ』のメインMCを務めた。
2010年1月8日には自らが企画した番組『GirlsParty』に桃華絵里や月島紅とともに出演し、自身の恋愛や結婚について赤裸々に語っている。結婚についてはこの番組と、番組放送前に公開した本人のブログ記事で初めて明かされた。この番組および同名イベントへの参加を最後にテレビ静岡を退社した。
退社前後の時期には、「鈴木英恵」名義で『AneCan』の読者モデルを務めていた。2010年2月号から2011年2月号頃まで何度か登場しており、実妹と一緒に載ったこともある。また圭三プロダクションに所属し、2010年4月から『密室謎解きバラエティー 脱出ゲームDERO!』の出題ナレーションを「鈴木英恵」名義で半年間担当した。
2010年3月、Amebaにオフィシャルブログ『すずはな日記』を開設。その後、同年5月までにブログタイトルを『はなえにっき』に改め、また6月までにアカウント名を「鈴木英恵（旧姓近藤と併記）」から「近藤英恵」に改めた。同年9月、「近藤英恵」名義でショップチャンネルのキャストを務めることを公表した。

## 出演番組
- めざましテレビ（フジテレビ） - 静岡からの中継担当
- テレしず通りパロパロ（テレビ静岡） - MC（2009年12月19日まで）
- チョッと！いいタイム（テレビ静岡） - リポーター
- HOT6GOGO（テレビ静岡） - MC
- めざましテレビ公認 わがまま!気まま!旅気分（FNS加盟各局） - パンチ佐藤との共演。
- 密室謎解きバラエティー 脱出ゲームDERO!（日本テレビ） - 出題（2010年4月21日 - 9月29日放送分）